# Pronaos

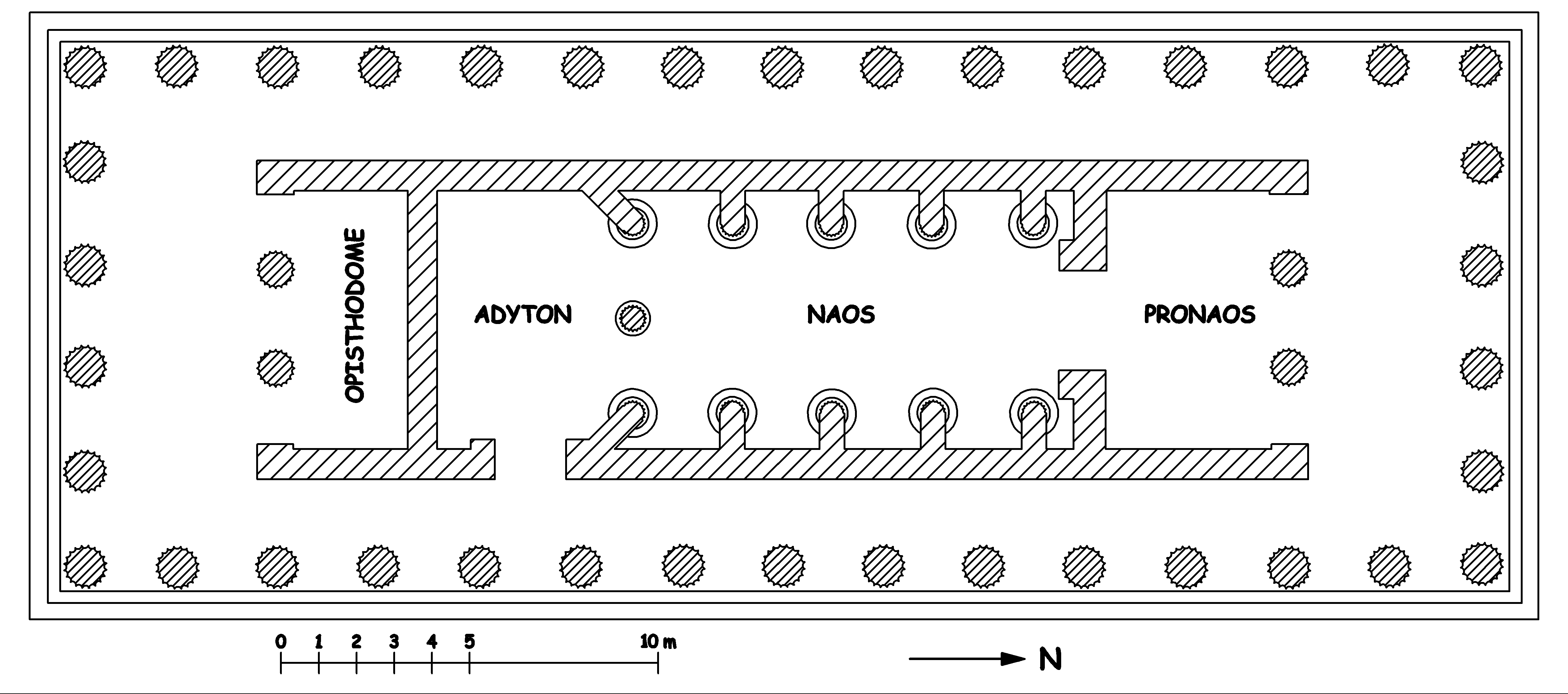
Exemplu de pronaos în Templul lui Apollo din Bassae.

Pronaosul (din greacă πρόναος, transliterat: prónaos) este vestibulul, adică încăperea de intrare într-un templu antic.